# Automatische lichtinstallatie met Boom
Een Automatische lichtinstallatie met Boom (ALIB) is een type spoorwegovergang die in Nederland in 2010 voor het eerst werd geïnstalleerd. Het is een vervanger voor de Half Automatische Verkeerslicht Installatie Overweg (HAVIO), ook wel Landelijke Overweg genoemd, die zal verdwijnen. ALIB's komen onder andere voor in Amsterdam, Rotterdam en op de Betuweroute. Ze worden toegepast bij goederenlijnen, maar ook voor museumlijnen.